# Dendrophidion bivittatus
Dendrophidion bivittatus är en ormart som beskrevs av Duméril, Bibron och Duméril 1854. Dendrophidion bivittatus ingår i släktet Dendrophidion och familjen snokar. Inga underarter finns listade i Catalogue of Life.
Arten förekommer i södra Panama, Colombia och norra Ecuador. Den lever i regioner som ligger 500 till 1700 meter över havet. Dendrophidion bivittatus vistas i fuktiga skogar som inte behöver vara ursprungliga. Individerna är aktiva på dagen och de kan röra sig fort. Honor lägger ägg.
I områden där hela skogen röjs går den lokala populationen förlorad. Allmänt är Dendrophidion bivittatus vanligt förekommande. IUCN listar arten som livskraftig (LC).